# Festival Dansa Diawoura
Het Festival dansa/Diawoura heeft van 8 tot 10 april 2005 plaatsgevonden in Bafoulabé in Mali en in de nabijgelegen dorpen, in aanwezigheid van minister van cultuur Cheick Oumar Sissoko en van de schrijver Doumbi Fakoly.
De "dansa" en de "diawoura het" zijn traditionele dansen van het land Khasso. Het Festival dansa/Diawoura eindigde op de derde dag van "Mali Sadio", dat de vriendschap tussen de jonge meisjes van het dorp en het nijlpaard herdenkt. In het Malinké betekent "Mali Tchadio" "nijlpaard met twee kleuren", met andere woorden "Tchadio" is veranderd in "Sadio".
Gedurende de koloniale overheersing van Mali werd het nijlpaard door een Franse kolonel neer geslagen.